# Gargamel
Gargamel (in enkele verhalen Gorgelmee) is een vaste bijfiguur uit de stripverhalen en tekenfilmreeks over de Smurfen. Hij is een kwaadaardige tovenaar die onder andere op zoek is naar de steen der wijzen. Hij is ook de eeuwige vijand van de Smurfen. 

## Naam
Peyo baseerde de naam Gargamel op het personage Gargamelle uit de 16e-eeuwse Franse romancyclus Gargantua en Pantagruel van François Rabelais. In het eerste verhaal waarin Gargamel voorkomt, De Smurfendief, heet hij in het Nederlands nog Gorgelmee.

## Verhaallijnen

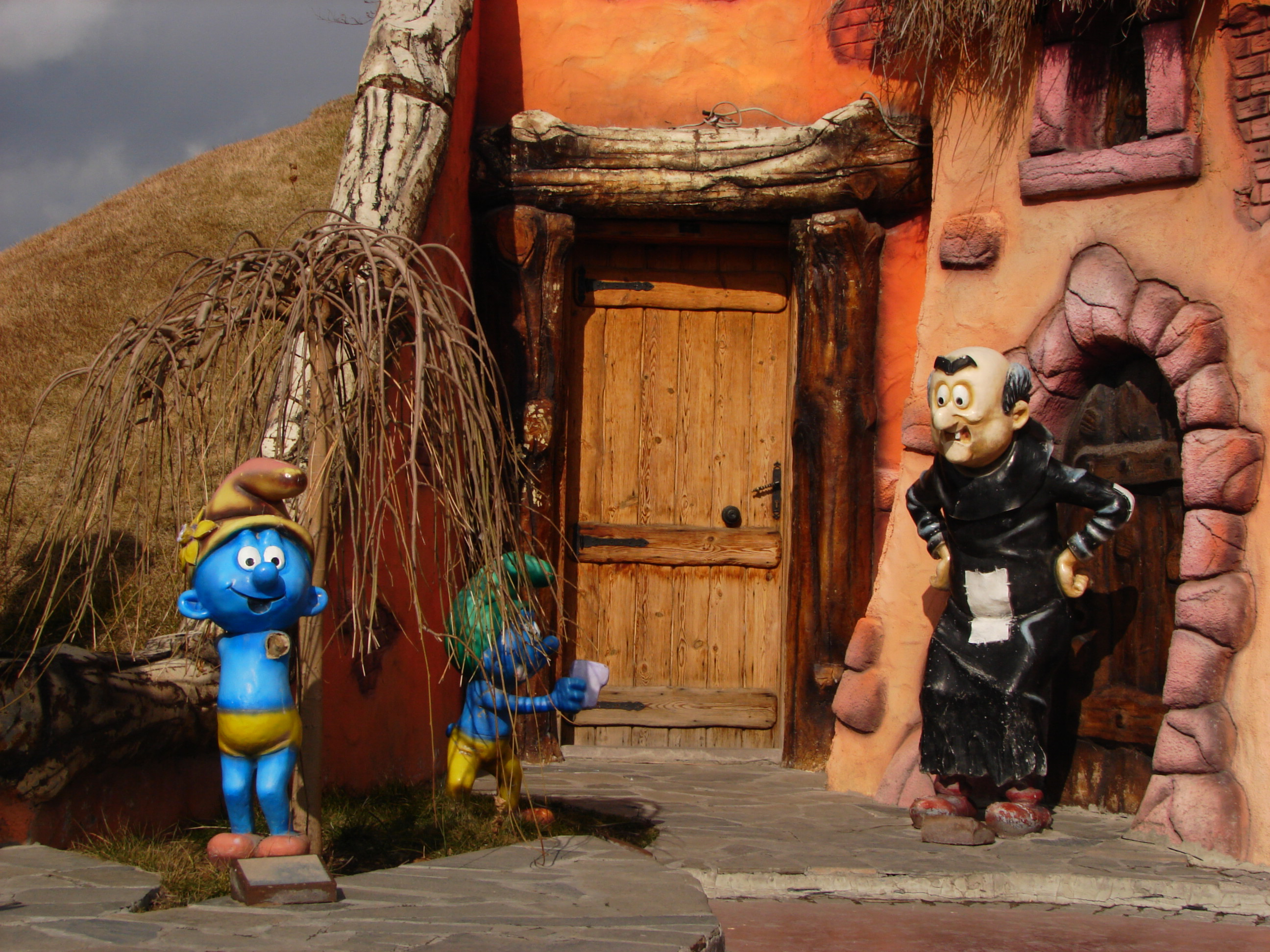
Gargamel (rechts) en twee Smurfen

Gargamel als attractie tijdens het Franse carnaval (Yonne, 2017)

Gargamel woont in een bouwvallig kasteel, niet zo ver van het Smurfendorp. Hij kan hier nooit komen, omdat alleen iemand die door de Smurfen speciaal is uitgenodigd het dorp kan betreden. Hierdoor komt Gargamel elke keer dat hij de Smurfen achtervolgt ten slotte weer uit bij het vertrekpunt, zijn eigen kasteel. Sinds het begin van de saga jaagt Gargamel al op Smurfen. Aanvankelijk deed hij dit omdat hij een Smurf nodig had als ontbrekend ingrediënt voor zijn zoektocht naar de steen der wijzen. Later, als de Smurfen hem steeds opnieuw te slim af zijn, wordt zijn haat jegens het blauwe volkje steeds groter. Hij wil ze het liefst allemaal vangen. In de tekenfilm wil hij ze meestal vangen om ze op te eten. In sommige verhalen is zijn doel ofwel goud te maken of om hen simpelweg uit te roeien.  
Met allerlei listige trucs probeert de tovenaar de  Smurfen uit de tent te lokken, soms lukt het hem in vermomming om toch in het dorp te komen. Bij een van zijn eerste pogingen maakte hij van klei de eerste vrouwelijke Smurf, de Smurfin, die hij naar het Smurfendorp stuurde om haar daar zoveel mogelijk onheil aan te laten richten. Grote Smurf wist de Smurfin te transformeren tot een prachtige dame, waarna de Smurfen haar in hun harten sloten. Soms ook lijkt de betovering waardoor niemand zonder toestemming van de Smurfen in het dorp kan komen niet goed te werken,  bijvoorbeeld in De Wilde Smurf, Smurfensoep en Het Smurfenparadijs. De Smurfen ontsnappen uiteindelijk elke keer weer uit Gargamels greep. 
Gargamel heeft een kat, Azraël, die af en toe een Smurf weet te vangen en ze het liefst allemaal zou opeten. Gargamel staat echter niet toe dat zijn kat een Smurf opeet, aangezien hij ze zelf wil gebruiken.

## In de tekenfilms
- In de tekenfilmserie wordt zijn Nederlandse stem gedaan door Paul van Gorcum. De Engelse stem werd ingesproken door Paul Winchell.
- In de tekenfilms heeft Gargamel een tovenaar in opleiding onder zijn hoede: Greintje, met wie hij bijna altijd ruzie heeft.
- In de tekenfilms komen af en toe familieleden van Gargamel voor; zo verschijnen zijn moeder en zijn peetoom Balthazar in beeld. Gargamels moeder komt ook in enkele stripverhalen voor, Balthazar niet. In zijn strijd tegen de Smurfen werkt Gargamel soms samen met zijn peetoom en met de heksen Hogatha en Chloorhydris, die eveneens een hekel aan de Smurfen hebben. Niemand is echter bevriend met Gargamel.
- In de tekenfilmreeks heeft Gargamel zes Smurfen nodig om goud te maken. In de stripreeks, o.a. in zijn debuutverhaal De Smurfendief, lijkt hij daarvoor slechts één Smurf nodig te hebben.
- In de aflevering Smurfen Munten had Gargamel geen spreuk nodig om goud te maken, maar kon hij de Smurfen in een machine stoppen. Hier bleken er ook niet zes voor nodig te zijn, want hij had er slechts twee in goud kunnen veranderen.
- In de films van Sony Pictures Animation wordt Gargamels Nederlandse stem gedaan door Tygo Gernandt. De Vlaamse versie werd ingesproken door Marc Lauwrys (film 1 en 2) en Govert Deploige (film 3 en film 4). De live-actionversie van Gargamel in De Smurfen uit 2011 en De Smurfen 2 werd gespeeld door Hank Azaria (sprak ook Gargamel in voor The Smurfs: A Christmas Carol uit 2011 en The Smurfs: The Legend of Smurfy Hollow uit 2013). Gargamel in De Smurfen 2: Videogame werd ingesproken door André Sogliuzzo (in de originele versie) en Huub Dikstaal (in de Nederlandse versie). Rainn Wilson sprak de Engelse stem in van Gargamel voor de animatiefilm Smurfs: The Lost Village uit 2017. JP Karliak sprak de Engelse stemin van Gargamel voor de film Smurfs uit 2025. Voor deze film sprak Jeroen Woe de Nederlandse stem in van Gargamel.
- Voor de 3D-animatieserie De Smurfen werd Gargamel ingesproken door Mark Irons. De Nederlandse stem werd ingesproken door Jeroen Woe.

## Vermeendeantisemitischebetekenis
Op het personage Gargamel is kritiek gekomen, omdat men er een karikatuur in zag van de Joden inclusief de slechte eigenschappen die men wel aan deze bevolkingsgroep toeschreef. Gargamel heeft namelijk een stereotiepe grote neus, een voorliefde voor goud en een ontzettende hebzucht. De naam van Gargamels kat, hoogstwaarschijnlijk een verwijzing naar de engel Azraël, zou hiermee ook samenhangen.

## Catchphrases
- Ik krijg jullie wel, ellendige Smurfen (of: walgelijke Smurfen/walgelijke beestjes) [al is het het laatste wat ik doe]!
- Ik zal me wreken!
- Azraël, ik maak een vloerkleedje van je!
- Ik haat Smurfen!

## Varia
- De heks Agatha noemt Gargamel altijd Karnemelk (in de Engelse versie gargoyle smell). Greintje noemt hem altijd Gargy.